# Nana-Grébizi
 Nana-Grébizi  er et af de 20 præfekturer i Den Centralafrikanske Republik med hovedstad i byen Paoua.  I 2024 havde præfekturet  en befolkning på omkring  232.205 indbyggere.

## Inddeling
Præfekturet er inddelt i 3 underpræfekturer:
- Kaga-Bandoro
- Mbrès
- Nana-Outa

## Geografi
Præfekturet ligger i den nordlig-centrale del af landet. Det grænser op til præfekturet Ouham-Fafa mod vest, Bamingui-Bangoran mod nordøst, Ouaka mod sydøst og Kémo mod syd.